# Творна ткива
Творна ткива (грч.  μεριστός – meristos = дељив), ili меристемска ткива, меристеми, назив је за врсте биљних ткива чије ћелије током читавог живота задржавају способност деобе на рачун чега биљка расте, секундарно дебља или се обнавља оштећено ткиво. Од меристемских ћелија диференцијацијом постају ћелије свих трајних ткива.
Диференциране биљне ћелије генерално не могу да се деле или производе ћелије другачијег типа. Меристематске ћелије су недиференциране или непотпуно диференциране. Они су тотипотентне и способне за континуирану ћелијску деобу. Подела меристематских ћелија обезбеђује нове ћелије за ширење и диференцијацију ткива и покретање нових органа, обезбеђујући основну структуру биљног тела. Ћелије су мале, са малим вакуолама или без њих, а протоплазма потпуно испуњава ћелију. Пластиди (хлоропласти или хромопласти) су недиференцирани, али су присутни у рудиментарном облику (пропластиди). Меристематске ћелије су збијене једна уз другу без међућелијских простора. Ћелијски зид је веома танак примарни ћелијски зид.
Термин меристем је први употребио 1858. Карл Вилхелм фон Негели (1817–1891) у својој књизи Beiträge zur Wissenschaftlichen Botanik („Прилози научној ботаници“). Потиче од грчке речи меризеин (μερίζειν), што значи поделити, у знак препознавања његове инхерентне функције.

## Својства меристемске ћелије
Услед сталних деоба, којима су изложене, ове ћелије имају одређене морфолошке особине: имају танак ћелијски зид, крупно централно једро, ситне вакуоле, мале и малобројне пластиде и др. Еумеристеми, из којих се развијају који сва биљна ткива, осим творних, састављени су ододиаметријских, полигоналних ћелија. Свака ћелија еумеристема има велико ћелијско једро, које заузима отприлике половину запремине ћелије, а једрова мембрана има многе поре. У цитоплазми постоји много дифузно лоцираних рибозома. Постоје у пластидима, митохондријама и диктиосомима. Вакуола је мало и мале су. Са суседним ћелијама повезане су више или мање дифузно смјештеним плазмодесмама. Ћелије меристема формирају творна ткива (камбијум и прокамбијум) прозенхиме, под условом да су са великим вакуолаама.
Меристемске ћелије карактерише неједнака (диференцирана) подела. Ћелија се митозом дели на две: једна остаје ћелија меристема, а друга, делећи је једном или више пута, прелази у фазу диференцијације. Митозна активност меристемских ћелија је различита. У овом погледу, најактивније ћелије су почетне ћелије, које дају дериватне ћелије. Деривати се могу разликовати од почетног облика, по величини, броју вакуола и др.
Повећање укупне запремине меристема може бити резултат само почетних ћелија (на пример, талуси неких смеђих алги) или изменом подела почетне ћелије и деривата; штавише, већи број дељења отпада на изведене ћелије. Таква је периодичност карактеристична за конус раста већине виших спора. У семенским ћелијама семењача почетне ћелије и деривати су морфолошки неразлучиви. У оштећеним ткивима, меристеми се реформирају из других ћелија и одговорни су за зарастање рана.

### Врсте творних ткива
Према начину постанка разликују се две основне групе меристемских ткива: примарна и секундарна. Творна ткива која воде порекло од клице и задржавају способност деобе током читавог живота називају се примарни меристеми. Поред њих, у биљном телу се образују и секундарни меристеми. Они настају од ћелија неког трајног ткива које су накнадно постале способне да се деле (најчешће су то паренхимске ћелије). Више биљке се одликују растом током читавог живота, што значи да се у њима стално образују нове ћелије и ткива. (У климатским условима умерене зоне биљке преко зиме прекидају растење и тада су у стадијуму мировања.) Растење биљке одвија се само у зонама које садрже меристемске ћелије – способне за вишеструке деобе. 
Према положају који заузимају у биљци творна ткива се деле на: вршна (апикална), бочна (латерална), уметнута (интеркаларна) и ткива рана (трауматична). Вршна (апикална) творна ткива се налазе на врховима корена и стабла и називају се вегетационе купе. Деобама ћелија овог ткива биљка расте у дужину. Вршна творна ткива према пореклу припадају примарним меристемима. Бочна (латерална) творна ткива су цилиндричног облика (на пресеку имају облик прстена) и помоћу њих стабло и корен секундарно дебљају (расту у ширину). Ова творна ткива су секундарни меристеми. Припадају им: камбијум и фелоген. Уметнута творна ткива (интеркаларна ткива) образују се између трајних ткива, као нпр. у основи листа који расте. Ткива рана (трауматични меристеми) настају на местима повреде биљних органа. Она стварају творевину, масу ћелија звану калус, којом се рана затвара и тиме спречава сушење и продор микроорганизама. Калус може да образује било која жива ћелија.

### Морфолошка класификација
Морфолошка класификација заснива се на оријентацији преграде у раздељујућим ћелијама. Разликују се три морфолошка типа меристема:
1. Ламеларни меристеми су једнослојни, ћелије табуларне на пресеку, деле окомито на равни органа. Учествује у стварању епидерме.
2. Стубни меристеми или системи штапова састоје се од кубних или призмаских ћелија, смештених у уздужним редовима. У неким биљкама такви меристеми чине језгро стабљике.
3. Масивни меристеми састоје се од полигоноидних ћелија, које се деле у различитим смеровима и учествују мање или више једноличном повећању запремине ткива. Од масивних меристема у развоју, на пример спорогена ткива чине спорангију.

### Онтогенетска класификација
Сви меристеми који функционишу током животног века биљке, могу се поделити на опште и посебне. Уобичајени меристеми укључују меристеме ембриона, из којих се развијају апикални меристеми, који заузврат стварају трећу групу уобичајених меристема – интеркаларне. Из апикалних меристема потичу:
- протодерма формира епидерму;
- главни меристем, ствара систем ткива главног паренхима;
- прокамбиј.

Ћелије ова три ткива су вакуолираније од апикалних меристема и имају ограничену способност дељења, па их се често називају полумеристемима.
Део ћелија прокамбија ствара примарна проводнс ткива – примарни ксилем и флоем; камбиј се развија из својих других ћелија, које заузврат, формирају секундарно водеће ткиво – секундарни ксилем и флоем. Секундарно провоно ткиво твори тзв. додатни камбиј, који не развија из прокамбија, већ из трајних ткива, чије се живе ћелије потом диференцирају, односно враћају из специјализованог стања у стање блиско ембрионском и опет стичу способност дијељења. На исти начин се појављују рански меристеми (меристеми ране) у биљци, обнављајући оштећена подручја биљке. Вегетативно размножавање биљака темељи се на могућности неоплазме меристема. Поред допунског камбија, стална ткива такође учествују у стварању фалогена (камбиј плута). Делећи се периклинално (тј. паралелно с површином органа) фалигене ћелије одвајају спољне ћелије цеви (fлоеми) према споља, а фелодерми унутра.

### Топографска класификација
У складу с положајем, поред апикалних меристема локализованих на врховима аксијалних органа – стабљике и корена, разликују се следећи меристеми:
- латерални (бочни) меристеми налазе се унутар аксијалних органа и утичу на њихово задебљавање. Латерални меристеми укључују камбиј, додатни камбиј и фелоген. Они су секундарни меристеми зато што су одговорни за секундарни раст или повећање дебљине и дебљине дебла
- гранични (маргинални) меристеми доводе до руба листа.
- интеркаларни меристеми врше интеркаларни раст. Због своје активности, интернодији се продужавају у раним фазама развоја изданака, развијају се петељке листова. У основи се разликују од осталих меристема по томе што поред недиференцираних ћелија имају и ћелије у различитим фазама диференцијације. Стога је исправније овде говорити не о интеркаларним меристемима, већ о зонама интеркаларног раста.

Сви ови меристеми, осим фелогена, деривати су апикалних меристема.

### Генетичка класификација
Према генетичкој класификацији, разликују се примарни и секундарни меристеми. Примарни меристеми повезани су са меристемима ембриона и апикалним меристемима, а секундарни се развијају касније, када почиње задебљавање аксијалних органа и завршавања апикалног раста. Међутим, такво раздвајање је произвољно, јер се, на пример камбиј ствара пре завршетка апикалног раста.

## Апикални меристем
Ембрион било које биљке у развоју састоји се од еумеристема. Како се пупови вегетативних органа формирају на ембриону, еумеристем остаје на само два места: на врху врха ембриона (будућег конуса раста). По овом меристему је и назван апикални меристеми (лат. apex = врх). Омогућава раст изданака и корена у дужину и даје већину осталих меристема. Када биљка уђе у фазу цветања, апикални матични меристем се трансформише у меристем цвета. Из њега настаје цветни меристем, формирајући структуру цвета: латице, чашичне листиће, прашнике и тучак.